# PMMC G5
PMMC (Protected Mission Module Carrier) G5 este o familie de vehicule ușoare pe șenile proiectate și fabricate de Flensburger Fahrzeugbau GmbH (FFG) din Germania . Deși este similar ca aspect și design cu modelul american M113, iar compania produce și versiuni modernizate ale acestui vehicul, PMMC G5 este o clasă de vehicule creată de la zero. 
Începând cu 2022, a fost ales pentru utilizare doar de către Armata Norvegiană și este descris de FFG drept un „prototip tehnologic”. 

## Prezentare generală
Începând cu 2012, vehiculul a fost dezvoltat de o companie privată ca alternativă la vehiculele modernizate bazate pe M113 pentru a concura pe piețele globale împotriva vehiculelor moderne șenilate și cu roți dintr-o categorie similară de greutate (de exemplu, Boxer, CV90 etc.). Este construit pe o platformă modulară care permite o configurare facilă pentru a obține varianta care se potrivește cel mai bine cerințelor unor misiuni anume, cum ar fi transportul blindat de trupe, utilizarea ca vehicul de comandă și control, ca vehicul de luptă pentru infanterie etc.

### Obiective de proiectare
Vehiculul a fost proiectat pentru a îndeplini următoarele obiective: 
- Vizualizare la 360 de grade
- Transport aerian, feroviar, rutier și maritim
- Performanță off-road de top în noroi, nisip și zăpadă
- Confort sporit pentru echipaj și trupe
- Protecție integrată de nivel înalt împotriva minelor și IED, cu upgrade-uri suplimentare disponibile la nivelul blindajului
- Fiabilitate îmbunătățită prin utilizarea unor componente ce au fost deja testate riguros
- Sisteme integrate de comunicații și de gestionare a acțiunilor din câmpul de luptă
- Rată maximă de supraviețuire a echipajului și a trupelor
- Costuri de întreținere reduse prin utilizarea unor componente uzuale
- Costuri unitare reduse prin utilizarea tehnologiilor COTS
- Cost total redus pe întregul ciclu de viață
- Îndepărtarea ușoară a bateriei

### Mediul de operare
Vehiculul a fost proiectat pentru operațiuni în următoarele medii: 
- Interval de temperatură pentru funcționare conformă: −40 la 49 °C (−40 la 120 °F)
- Pantă de urcare: 60 de grade
- Înclinare laterală: 30 de grade

Vehiculul nu este amfibiu, dar poate traversa albii cu o adâncime de până la 1,2 metri (3 ft 11 in) .

## Design
Designul original se baza pe un fuzelaj standard pe care urmau să fie adăugate diferitele variante prin interioare reconfigurate, echipamente externe și dotări de armament. Designul a fost modificat ulterior pentru a include o versiune cu un fuzelaj trunchiat în partea din spate și o platofrmă în partea din spate, utilizată în variantele logistice.

### Șasiu și fuzelaj
G5 este mai mare și mai greu decât M113, cu o greutate de 26,5 tonnei (58.000 lb). Capacitatea maximă de încărcare este 8,5 tonnei (19.000 lb)
Designul este neobișnuit prin faptul că nu oferă o trapă pentru șofer, care este localizat în schimb în spatele unei ferestre blindate. Gradul maximal de supraviețuire a echipajului este asigurat prin designul al șasiului rezistent la explozii, care oferă protecție împotriva minelor și IED-urilor, și o podea decuplată care minimizează extinderea exploziei în interior. Protecția balistică împotriva proiectilelor, împreună cu protecția împotriva fragmentelor și schijelor este asigurată printr-un blindaj modular (aplicativ), care poate fi extins cu ușurință pentru a face față în zone cu risc crescut. Accesul la compartimentul din spate pentru trupe/marfă este asigurat printr-o rampă mare acționată electric, cu o ușă cu deschidere manuală separată. 
Șasiul este prevăzut cu suspensie cu bară de torsiune și amortizoare hidraulice cu șase (6) roți de fiecare parte.  

### Interior
Vehiculul are o capacitate de 14,5 metru cubi (510 cu ft), care este mai mare decât cel al unui M113. 
Echipajul și trupele transportate beneficiază de scaune individuale rezistente la explozii, proiectate ergonomic. Șoferul este protejat de o fereastră din sticlă blindată, și are acces la periscoape și camere video pentru zi/noapte. Scaunele din spate pentru trupe sunt rabatabile și includ suporturi pentru picioare pentru a nu afecta capacitatea de luptă chiar și după o călătorie de 8 ore pe teren accidentat. 
Interiorul (incluzând compartimentele de depozitare) este configurabil pentru diferite tipuri de misiuni (de exemplu, ambulanță, APC etc.). 

### Grup motopropulsor
Motorul este un turbodiesel MTU 6V199 TE21, bazat pe Mercedes-Benz OM 501 și dispune de răcire cu aer de supraalimentare pentru a crește puterea și fiabilitatea. Motorul are o putere de până la 460 kW și 2200 Nm de cuplu și este controlat de un sistem electronic de management al motorului . 
Transmisia automată ZF LSG 1000 HD cu șase (6) trepte de viteză înainte și două (2) trepte de viteză înapoi funcționează prin intermediul unui convertor de cuplu hidrodinamic și dispune de un sistem de direcție hidrostatică care asigură viraje pivotante ce nu depășesc lungimea proprie a vehiculului.  
Transmisia se face prin intermediul pinionului față și folosește șenile compozite din cauciuc dintr-o singură piesă. Vehiculul are o viteză maximă pe șosea de 74 km/h (46 mph)) și o autonomie de până la 1.000 kilometri (620 mi). 

### Sisteme
Vehiculul dispune de „Vectronics”: o integrare a sistemelor modulare de comunicații și informații de luptă, și oferă: 
- afișaje electronice
- suite de comunicare integrate și extensibile
- suite integrate și extensibile de gestionare a acțiunilor pe câmpul de luptă
- interfețe pentru stații de armament
- interfețe pentru alimentarea cu energie a trupelor

Abordarea modulară a fost adaptată folosind tehnologii COTS și standarde generice ori de câte ori a fost posibil, astfel încât să faciliteze actualizările și pentru a reduce costurile.

### Armament
Deși modelul de bază nu are armament, majoritatea variantelor vor dispune de o stație de armament la distanță, echipată fie cu o mitralieră generală de 7,62 mm (GPMG), fie cu o mitralieră grea de 0,50 in (HMG). Arme de calibru mai mare pot fi instalate opțional. Spre deosebire de multe vehicule împotriva cărora va concura pentru vânzări, o versiune cu turelă cu echipaj nu este disponibilă în prezent. 

## Dezvoltare
Un prototip al vehiculului a fost prezentat pentru prima dată la Salonul Internațional de Apărare Eurosatory de la Paris, Franța, în 2014. Vehiculul a fost supus unor teste complexe într-o varietate de condiții de operare, inclusiv teste pe nisip în Abu Dhabi și teste pe zăpadă în Norvegia . Producția limitată a început în 2018, producția la scară largă urmând să înceapă la începutul anului 2021.   

## Variante disponibile
Armata norvegiană a comandat mai multe module de recuperare care să fie instalate pe ACSV G5 (Miller Industries Towing Equipment) în iunie 2023, urmând să fie livrate în 2027. 
Varianta este concepută pentru a recupera vehicule cu o greutate cuprinsă între 5 și 25 de tone, cum ar fi Iveco LMV, Dingo 2 și M113 pentru armata norvegiană. Modulul de recuperare va fi echipat cu o macara pentru ridicarea și tractarea vehiculelor sau al unor părți ale vehiculelor, cât și cu 2 brațe pentru stabilizarea vehiculului.

### Sistem radar mobil
Armata norvegiană a comandat mai multe ACSV G5 echipate cu radarul Ground Master 200 MM/C pentru misiuni C-RAM . 

### NOMADS
Este un sistem mobil de apărare anti-aeriană terestru, proiectat de Kongsberg .  Caracteristicile sale sunt:
- Senzori
  - Radar: Weibel Xenta-M5, utilizat de Norvegia, [6] [7] dar sunt disponibile și alte opțiuni. [8]
  - Senzori pasivi: cameră de zi/noapte și cameră termică
- Armament
  - 4 AIM-9X Bloc II pentru Norvegia
  - 4 AIM-9X și 4 IRIS-T SLS pot fi instalate opțional
- Comandă și control
  - Punct de comandă și control NASAMS
  - Identificare prieten sau dușman (modul NATO 5 nivelul 2)
- Sisteme de protecție
  - Stație de armament la distanță echipată cu senzori pasivi (cameră zi/noapte) și o cameră termică pentru utilizarea sistemului de protecție activă soft kill NightFighter de la Steelrock și a mitralierei M2 Browning. [9]

## Prototipuri și variante oferite

### Prototipuri prezentate de FFG
- Ambulanță blindată: Versiune neînarmată, cu interior dezmembrat, oferind spațiu pentru transportul a două tărgi sau a unei targi și locuri pentru trei pacienți sau personal medical. Este prevăzut spațiu de depozitare pentru echipamente medicale.
- Vehicul blindat de sprijin pentru luptă (ACSV): Dezvoltarea vehiculului blindat de sprijin pentru luptă a constat în trunchierea fuzelajului în partea din spate și înlocuirea acestuia cu o punte de marfă în spate, cu o capacitate utilă de 8,5 tone, astfel încât să poată transporta containere ISO interschimbabile. Acest design revizuit a intrat în producție și, din 2022, este singura variantă care a intrat în producție la scară largă.  [2]
- Transportor blindat de trupe (APC): Variantă de bază echipată cu o stație de transport arme la distanță (RWS) echipată fie cu o mitralieră MG 3, fie cu o mitralieră FN MAG GPMG, fie cu o mitralieră grea M2 . Acoperișul are o trapă dublă mare deasupra compartimentului posterior pentru trupe sau, opțional, trape individuale pentru trupe. Transportă 10 până la 12 soldați.
- Vehicul de comandă și control (CCV): Această variantă este echipată cu un sistem de propulsie dual FeWaS Dynamit Nobel Defence (DND) echipat cu un mitralieră grea Rheinmetall RMG de 12,7 mm și lansatorul dublu ASL-90 al DND pentru rachetele sale RGW 90-HH și RGW 90-AS. De asemenea, este echipată cu un sistem de comunicații Comrod Communication cu catarg de 5 metri (16 ft) care poate fi echipat cu diverse pachete de senzori. [10]
- Vehicul de luptă pentru infanterie (IFV): Foarte similar cu varianta APC, cu blindaj suplimentar aplicat, evacuatoare de fum și un Krauss-Maffei Wegmann FLW200+ RWS echipat cu un tun automat Rheinmetall Rh-202 de calibrul 20 mm. Capacitatea de transport trupelor este redusă la 8-10 persoane.

### Variante potențiale
FFG a propus inițial următoarele variante:  
- Ambulanță
- Transportor blindat de personal
- Comandă și control
- Vehicul-inginer
- Eliminarea munițiilor explozive
- Vehicul de luptă pentru infanterie
- Echipa de sprijin pentru foc integrat
- Purtător de mortiere
- Recunoaștere
- Reparații și Recuperări
- Apărare anti-aeriană cu rază scurtă de acțiune
- Transport și logistică

## Operatori
Norvegia (50 de unități comandate până în iunie 2024)

### Operatori viitori
Țările de Jos (45 de unități)

### Operatori potențiali
Ucraina
 Țările de Jos (100 - 150 de unități)

### Oferte eșuate
Danemarca
În 2014, Armata Regală Daneză a avut în probe G5 ca potențial înlocuitor al flotei îmbătrânite de vehicule din clasa M113. În may 2015, Organizația Daneză pentru Losgistică și Achiziții de Apărare a anunțat că a aptat pentru vehiculele Piranha V . În competiție au fost:
- Vehicule cu roți
  - Piranha V (GDELS Mowag)
  - VBCI (Nexter)

- Vehicule șenilate
  - ASCOD 2 (GDELS SBS)
  - CV90 Armadillo (BAE Systems-Hägglunds)

## Vehicule similare
- Numer
- AIFV
- FV432
- M113
- FNSS ACV-30
- ACV-300
- Hunter AFV
- Kurganets-25
- FNSS ZAHA